# Мемфисская красотка (фильм, 1990)
«Мемфисская красотка» (англ. Memphis Belle, в лицензионном варианте VHS переведено как «Красавица Мемфиса») — британский кинофильм 1990 года. Снят по сюжету документального фильма «Мемфисская красотка: история летающей крепости» 1944 года.

## Сюжет
Фильм повествует о последнем боевом вылете американского бомбардировщика «Мемфисская красотка»
(B-17), экипаж которого успешно завершает 24 боевых вылета на территорию оккупированной Европы. Остался последний.
В это время на базу авиагруппы приезжает военный по связям с общественностью, задача которого — найти героев, которые бы участвовали в агитационных полётах по США с призывами подписываться на военный заём. Экипаж «Мемфисской красотки» — идеальные кандидаты на эту роль. Но им ещё предстоит совершить последний боевой вылет, который станет для них самым тяжёлым испытанием.

## В ролях
- Мэттью Модайн — Капитан Деннис Дирборн (англ. Capt. Dennis Dearborn)
- Эрик Штольц — Сержант Дэнни «Дэнни Бой» Дэли (англ. Sgt. Danny "Danny Boy" Daly)
- Тейт Донован — Первый лейтенант Люк Синклер (англ. 1st Lt. Luke Sinclair)
- Дэниел Бернард Суини (Д. Б. Суини) — Лейтенант Фил Лованталь (англ. Lt. Phil Lowenthal)
- Билли Зейн — Лейтенант Валентайн «Вэл» Козловски (англ. Lt. Val "Valentine" Kozlowski)
- Шон Астин — Сержант Ричард «Плутишка» Мур (англ. Sgt. Richard "Rascal" Moore)
- Гарри Конник-младший — Сержант Клэй Бэсби (англ. Sgt. Clay Busby)
- Рид Эдвард Даймонд — Сержант Вёрджил Худжестегер (англ. Sgt. Virgil Hoogesteger)
- Кортни Гейнс — Сержант Юджин МакВей (англ. Sgt. Eugene McVey)
- Нейл Джинтоли — Сержант Джек Боччи (англ. Sgt. Jack Bocci)
- Дэвид Стрэтэйрн — Полковник Крэйг Гарриман (англ. Col. Craig Harriman)
- Джон Литгоу — Подполковник Брюс Дерриннджер (англ. Lt.Col. Bruce Derringer)
- Джейн Хоррокс — Фей (англ. Faith)

## Саундтрек
Музыка к фильму была написана британским композитором Джорджем Фентоном. Запись проходила в студиях Эбби Роуд, Angel Studios и CTS Studios.

Саундтрек включает в себя некоторые песни популярных эстрадных исполнителей середины XX века и народные песни в оркестровой аранжировке.

В 1991 году саундтрек был номинирован на премию BAFTA.

В 1990 году саундтрек был издан на CD, в 1991 на аудиокассетах. Издатель — звукозаписывающий лейбл Varèse Sarabande.
Список композиций
1. «Londonderry Air» / «Front Titles: Memphis Belle» (народная / Джордж Фентон) — 3:50
2. «Green Eyes (Aquellos Ojos Verdes)» (Нило Менендез, Эдди Ривера, Эдди Вудс) — 3:25
3. «Flying Home» (Бенни Гудман, Лайонел Хэмптон, Сидни Робин) — 2:57
4. «The Steel Lady» (Джордж Фентон) — 1:44
5. «Prepare for Take Off» («Amazing Grace») (народная) — 2:39
6. «The Final Mission» (Джордж Фентон) — 3:51
7. «With Deep Regret…» (Джордж Фентон) — 2:02
8. «I Know Why (And So Do You)» (Мэк Гордон, Гарри Уоррен) — 2:55 (в исполнении Глена Миллера и его оркестра)
9. «The Bomb Run» (Джордж Фентон) — 1:30
10. «Limping Home» (Джордж Фентон) — 2:25
11. «Crippled Belle: The Landing» (Джордж Фентон) — 3:26
12. «Resolution» (Джордж Фентон) — 1:06
13. «Memphis Belle» (End Title Suite) (Джордж Фентон) — 7:37
14. «Danny Boy» (Theme from Memphis Belle) (Фредерик Э. Уэзерли) — 3:20 (в исполнении Марка Уильямсона)

## Создание фильма
Съёмки фильма проходили в Великобритании, на ныне недействующей авиабазе Королевских ВВС Бинбрук (графство Линкольншир), где во время Второй мировой войны располагалось Командование бомбардировочной авиации Королевских ВВС, и на территории Королевского военного музея в Даксфорде (графство Кембриджшир).
В съёмках принимали участие действующие и отставные военнослужащие Королевских ВВС.
Для съёмок в фильме были задействованы пять самолётов B-17, три самолёта прибыли из США, два из Франции. После того, как один из самолётов (рег. № F-BEEA) разбился при посадке, в съёмках был задействован ещё один B-17 из Великобритании. В качестве истребителей сопровождения были задействованы 6 Мустангов, находившихся в частной собственности.
Реально существующий самолёт Мемфисская красотка является модификацией F самолета Боинг B-17 «Летающая крепость», но в фильме был использован B-17G «Салли Би», основное визуальное отличие которого от B-17F заключалось в наличии передней спаренной турельной установки. Поэтому для съемок её пришлось демонтировать.
В качестве немецких перехватчиков Me-109 в фильме выступили испанские истребители Hispano Aviación HA-1112, являвшиеся лицензионными копиями Bf.109G.
Сама Мемфисская красотка в фильме задействована не была, поскольку в тот момент находилась в реконструкции. В настоящий момент самолёт исправлен и стоит на крыле.
Сопродюсер фильма Кэтрин Уайлер является дочерью Уильяма Уайлера, который был военным корреспондентом и участвовал в съёмках документального фильма Мемфисская красотка: история летающей крепости в 1944 году.
В фильме «Мемфисская красотка» совершает свой последний налёт на Бремен; в действительности это был Лорьян в Бретани, Франция.
В фильме «Мемфисская красотка» возвращается на авиабазу сильно повреждённая на одном работающем двигателе. В действительности самолёт завершил свой последний боевой вылет без значительных повреждений и ранений членов экипажа.

## Награды и номинации

### Награды
- 1991 — Evening Standard British Film Awards — Best Technical/Artistic Achievement — Дэвид Уоткин

### Номинации
- 1990 — Британское общество кинематографистов — Best Cinematography Award — Дэвид Уоткин
- 1991 — BAFTA — Лучшая музыка к фильму — Джордж Фентон
- 1991 — Фанташпорту — Лучший фильм — Майкл Кейтон-Джонс